# Ceramica persiana

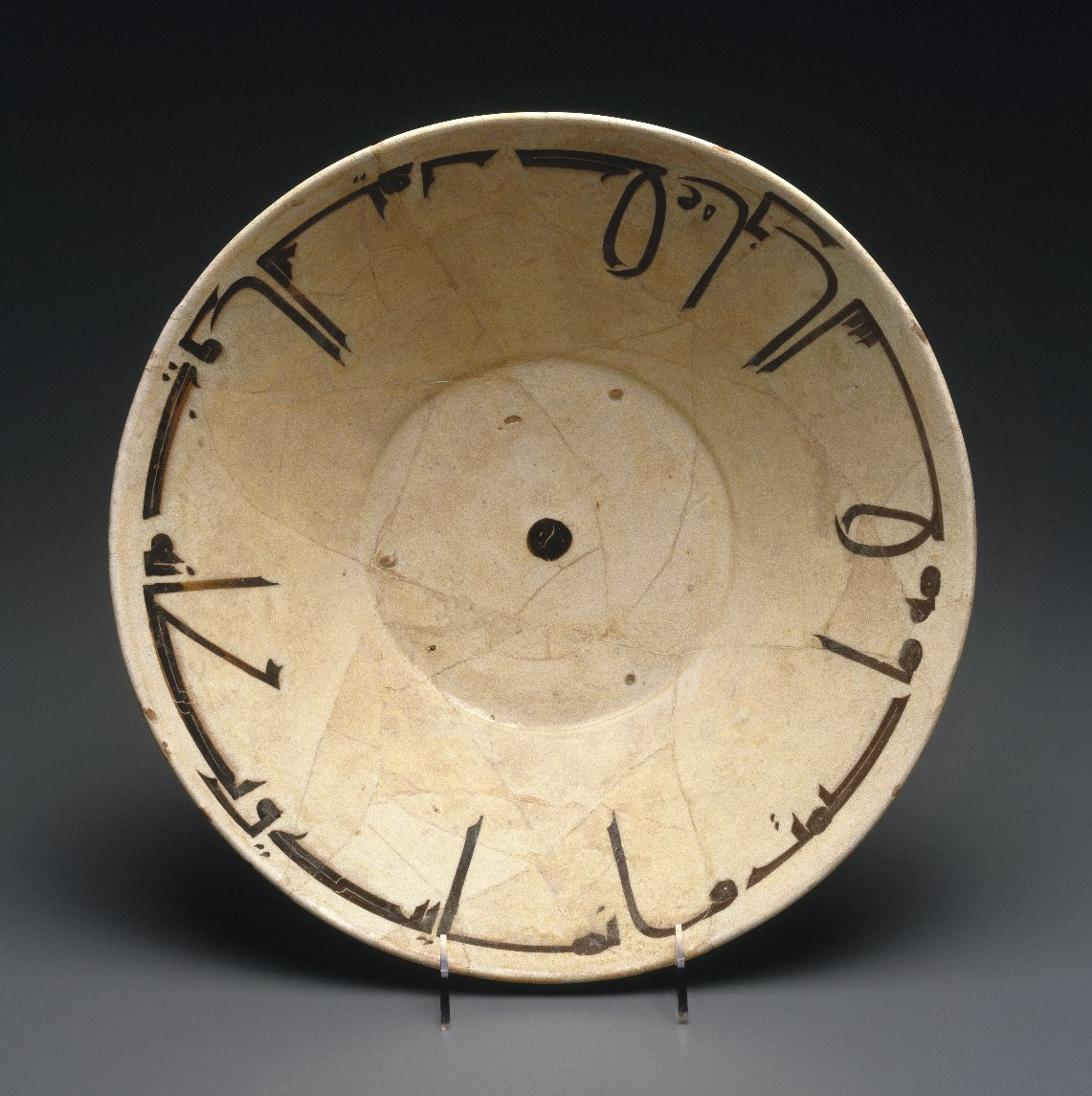
Scodella con iscrizione cufica, X secolo. Brooklyn Museum.

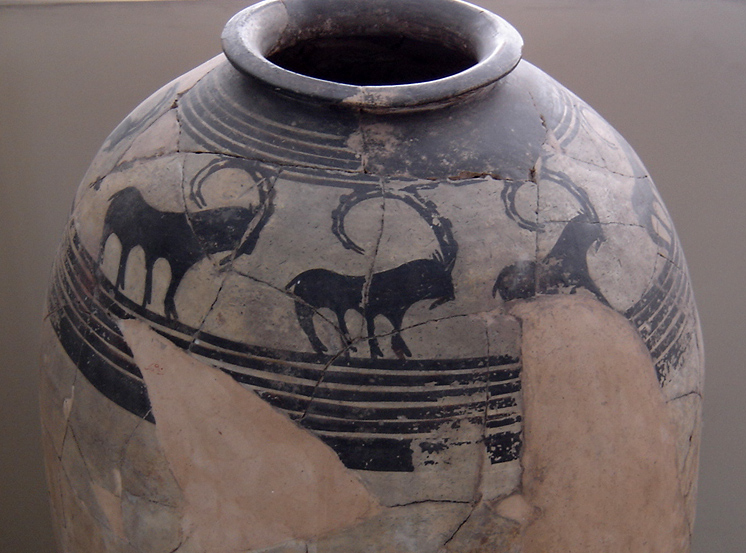
Vaso in ceramica, IV millennio a.C.

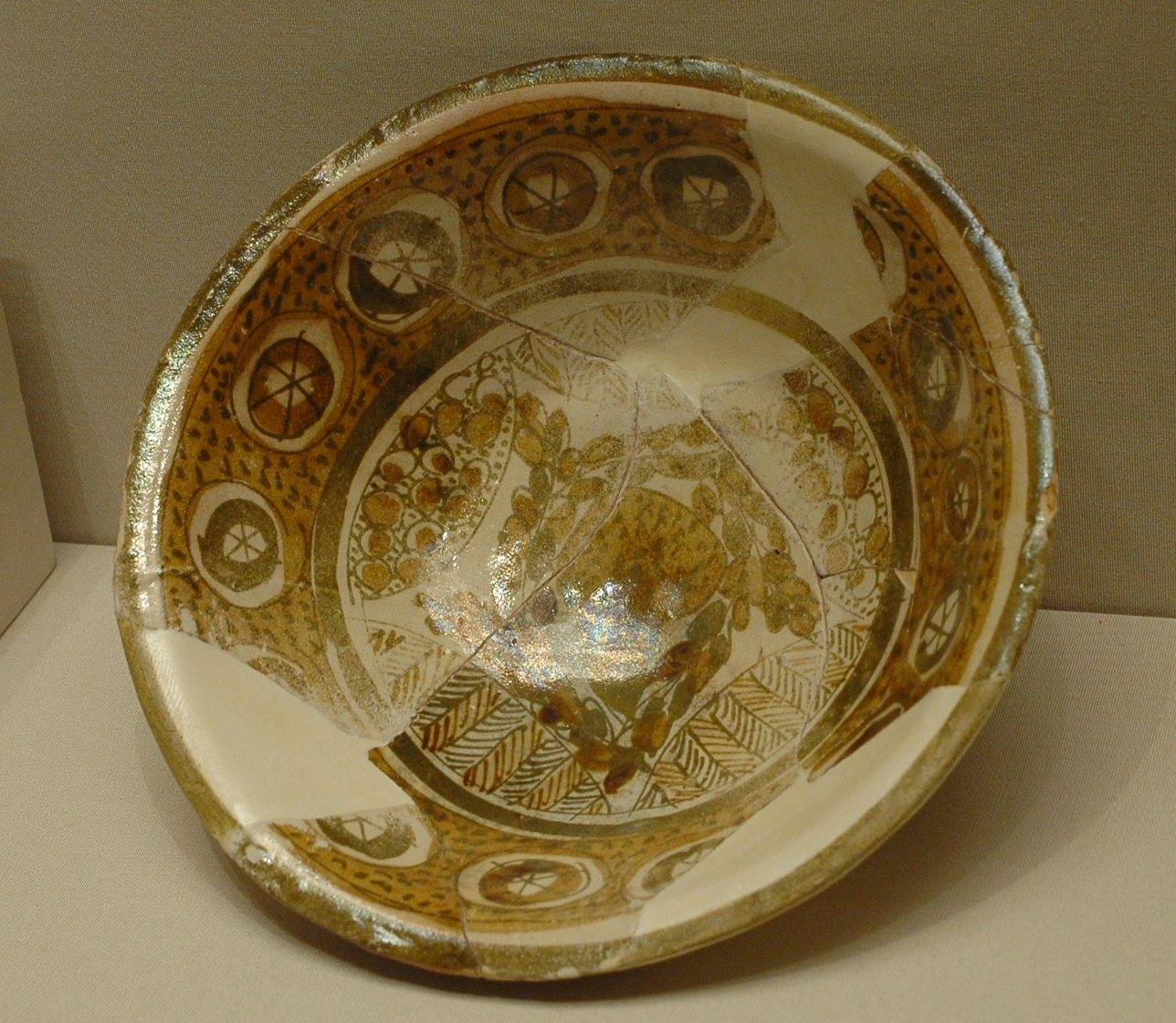
Ciotola in lustro di Susa, IX secolo

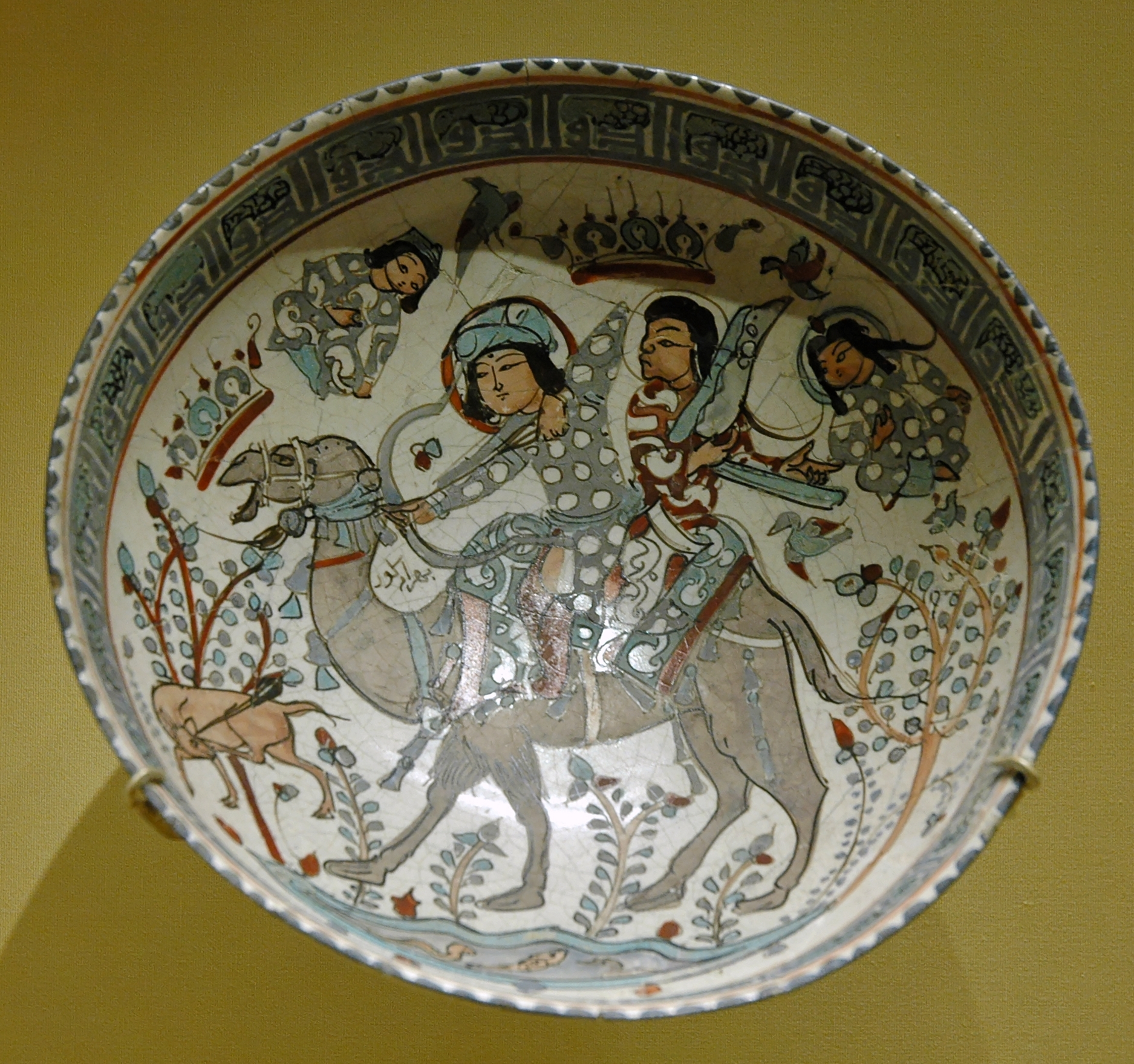
Ciotola con una scena di caccia dal racconto del re Bahram Gur e Azadeh, ceramica mina'i

La ceramica persiana o ceramica iraniana è un tipo di ceramica realizzata dagli artisti persiani e la sua storia risale ai primi anni del Neolitico (VII millennio a.C.). L'agricoltura ha dato origine alla cottura dell'argilla e alla fabbricazione di utensili da parte del popolo iraniano. Nel corso dei secoli, i ceramisti persiani hanno risposto alle richieste e ai cambiamenti causati dalle turbolenze politiche adottando e perfezionando le forme appena introdotte e fondendole nella propria cultura. Questo atteggiamento innovativo è sopravvissuto nel tempo e ha influenzato molte altre culture in tutto il mondo. 
C'erano due tipi di terracotta che erano prevalenti in Iran intorno al IV millennio a.C.: ceramiche rosse o nere che erano molto semplici nel loro stile decorativo. Man mano che l'arte si espandeva, la terracotta incorporava disegni geometrici che portarono ad uno stile decorativo più sviluppato. Questo stile sempre più complesso venne accompagnato dalla creazione di una più ampia varietà dei tipi di ceramica. 
Nel periodo preistorico, la produzione di vasi comprendeva una miscela di argilla, piccoli pezzi di varie piante e cannucce e acqua. Quando questi ingredienti venivano mescolati insieme, formavano una pasta molto dura che divenne essenzialmente la pasta usata come base per creare tutti i vasi in Iran. La creazione dei recipienti differiva nella forma perché erano fatti a mano. Intorno al IV millennio a.C., la qualità della produzione migliorò grazie all'introduzione del tornio del vasaio. Questo attrezzo venne utilizzato per produrre vasi di forma simmetrica e di migliore qualità. 
Il divieto islamico di utilizzare in tavola vasellame di metalli preziosi portò ad aprire un nuovo mercato per le ceramiche di lusso. Ciò consentì alle élite pre-islamiche dei primi imperi persiani di produrre smalti fantasiosi come oggetti in lustro e decorazioni dipinte di alta qualità. Nel complesso, la ceramica persiana si ampliò nell'uso di strumenti e stili per migliorare la produzione artistica.

## Prime ceramiche di Susa
Susa era saldamente all'interno della sfera culturale sumera di Uruk durante il periodo di Uruk. Un'imitazione dell'intero apparato statale di Uruk, proto-scrittura, sigilli cilindrici con motivi sumeri e architettura monumentale, si trova a Susa. Susa potrebbe essere stata una colonia di Uruk. Come tale, la periodizzazione di Susa corrisponde a quella di Uruk. I periodi di inizio, medio e tardo Susa II (3800-3100 a.C.) corrispondono ai periodi di inizio, medio e tardo Uruk. 
Poco dopo la fondazione di Susa, 6000 anni addietro, i suoi abitanti eressero un tempio su una piattaforma monumentale che si innalzava sul paesaggio circostante pianeggiante. La natura eccezionale del sito è ancora oggi riconoscibile dall'arte degli oggetti di ceramica che vennero collocati come offerte in un migliaio o più tombe vicino alla base della piattaforma del tempio. Quasi duemila vasi sono stati recuperati dalla necropoli e ora, la maggior parte di essi si trova al Museo del Louvre a Parigi. Uno di questi è il Bushel con motivi di stambecco. Gli oggetti trovati sono una testimonianza eloquente dei risultati artistici e tecnici dei loro creatori e contengono indizi sull'organizzazione della società che li aveva commissionati. I vasi in ceramica dipinta di Susa, nel primo stile, sono una versione tardiva e regionale della tradizione ceramica mesopotamica di Ubaid che si diffuse in tutto il Vicino Oriente durante il V millennio a.C.
Lo stile Susa I era un prodotto del passato e delle influenze delle industrie ceramiche contemporanee delle montagne dell'Iran occidentale. La ricorrenza, in stretta associazione, di oggetti di tre tipi - un calice o un bicchiere da tavola, un piatto da portata e un barattolo - implica il consumo di tre tipi di cibo, apparentemente ritenuto necessario per la vita nell'aldilà come lo era in quella terrena. Le ceramiche di queste forme, che erano dipinte, costituiscono una grande parte degli oggetti rinvenuti nella necropoli. Altri sono ovviamente vasetti e ciotole di tipo culinario con semplici fasce dipinte ed erano probabilmente appartenenti alle sepolture dei cittadini più umili, nonché adolescenti e, forse, bambini. Le ceramiche sono accuratamente realizzate a mano. Sebbene possa essere stato impiegato un tornio lento, l'asimmetria degli oggetti e l'irregolarità del disegno di linee e fasce che lo circondano indicano che la maggior parte del lavoro era eseguita a mano libera.

## Primo periodo islamico

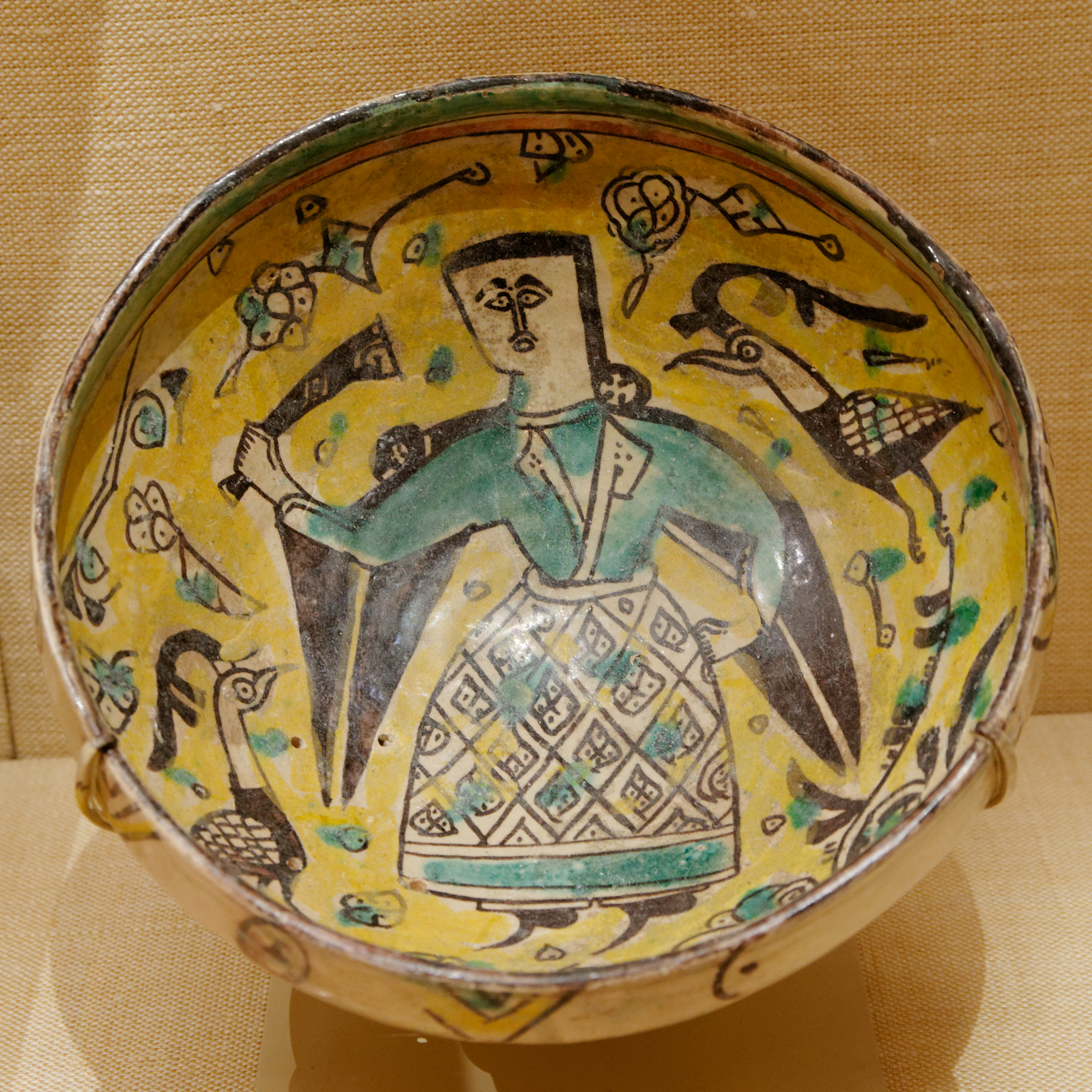
Ciotola, Nishapur, X secolo

Il periodo Samanide vide la creazione di ceramiche epigrafiche. Questi pezzi erano tipicamente di terracotta, con barbottina nera e scritte in cufico dipinte su una base bianca. Questi recipienti erano tipicamente decorati con benedizioni o adagi. Samarcanda e Nishapur erano entrambi centri di produzione di questo tipo di ceramiche.
Nishapur è una città situata nell'Iran nord-orientale ed è stata fondata dal sovrano sasaniano Shapur I intorno al 241-272. Questa città cadde sotto il dominio dell'Islam intorno al 651 e divenne essenzialmente una città di fiorenti arti e artigiani. Alcune delle opere d'arte prodotte erano in terracotta, vetro, metallo, monete, pareti decorative e stucchi scolpiti e dipinti (Wilkinson, 26). La produzione di vasi di terracotta, ceramica e altre forme d'arte veniva esportata nei villaggi vicini. Ciò incrementò nel tempo il loro potere politico perché erano in grado di dettare le aree in cui la loro arte poteva essere importata. La ceramica era una delle opere d'arte importati e unica nelle città vicine a Nishapur. Uno dei gruppi più comuni di ceramiche era chiamato buff
. Gli articoli buff erano caratterizzati da immagini con contorno viola e nero dipinte sui manufatti. Il buff comprendeva anche una miscela di smalti gialli e verdi.

## Periodo selgiuchide
La ceramica selgiuchide, prodotta quando l'Iran faceva parte dell'Impero selgiuchide, è spesso considerata il periodo più bello della ceramica persiana ed è stata sicuramente la più innovativa. Kashan è stato il principale, forse l'unico centro di produzione per i tre principali tipi di prodotti di fine fattura, lustro, underglaze dipinta e overglaze policroma  mina'i. Tutti usavano un nuovo corpo di ceramica (o "pasta") sviluppato in Persia sotto i selgiuchidi. Ebbe grande successo una nuova glassa bianca che permise la costruzione di pareti più sottili con una certa traslucenza della ceramica cinese; questa era già stata importata in Persia e rappresentava la principale forma di competizione per le merci locali. Questo corpo "bianco" è stato utilizzato per una varietà di stili di decorazione, mostrando grandi progressi nella raffinatezza. 
Questa epoca d'oro si concluse in gran parte con l'invasione mongola della Persia a partire dal 1219. Kashan non fu saccheggiata o distrutta, ma l'élite selgiuchide, che era il cliente delle sue merci, fu quasi completamente eliminata. Ci vollero alcuni decenni prima che i nuovi maestri mongoli sviluppassero il gusto per le belle ceramiche. 

### Mina'i

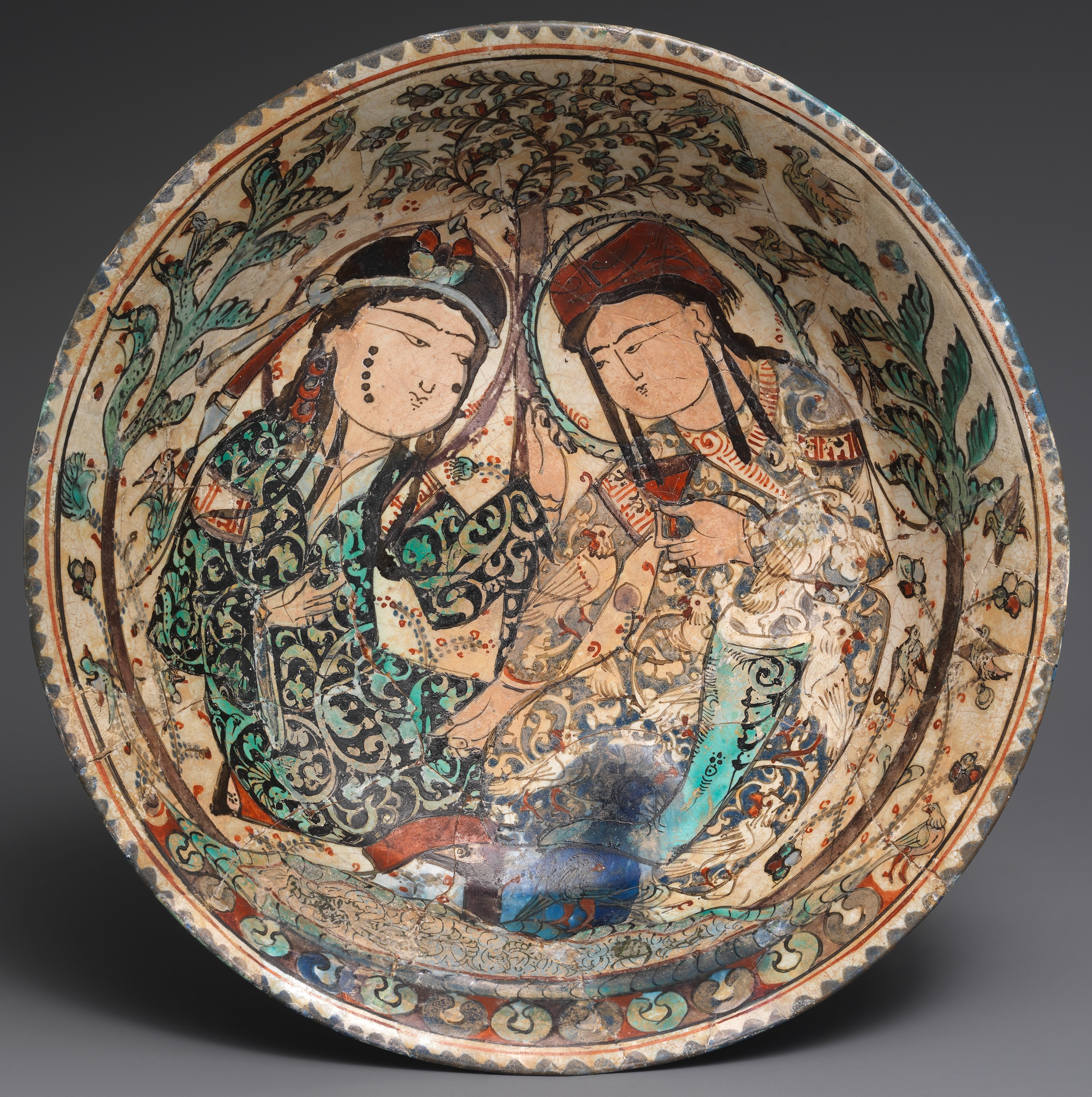
Ciotola Mina'i con coppia in un giardino, intorno al 1200. In questo tipo di scena, le figure sono piuttosto più grandi che in altri soggetti comuni. Diametro 18,8 cm.

Le innovazioni nella ceramica selgiuchide portarono alla produzione di oggetti in stile mina'i ("articoli smaltati"), sviluppata a Kashan nei decenni precedenti l'invasione mongola della Persia nel 1219, dopo la quale la produzione cessò. È stato descritto come "probabilmente il più lussuoso di tutti i tipi di ceramiche prodotte nelle terre islamiche orientali durante il periodo medievale". Il corpo in ceramica di colore bianco-vitreo era completamente decorato con dipinti dettagliati utilizzando diversi colori, di solito con figure.
È significativa in quanto fu la prima ceramica ad utilizzare smalti, dipinti sopra lo smalto ceramico fissato dal fuoco; dopo aver dipinto gli oggetti veniva fatta una seconda cottura a una temperatura più bassa. "Mina'i", un termine usato solo per questi oggetti molto più tardi, significa "smaltato" in lingua persiana. Questa tecnica molto più tardi divenne il metodo standard per decorare la migliore ceramica europea e cinese, sebbene non sia chiaro che ci possa essere stata una connessione tra questo e il precedente uso persiano della tecnica. Come in altri periodi e regioni in cui venivano utilizzati smalti, lo scopo della tecnica era di espandere la gamma di colori disponibili ai pittori oltre il gruppo molto limitato che poteva resistere alla temperatura richiesta per la cottura principale del corpo e della glassa, che nel caso di questi articoli era di circa 950 gradi centigradi. Il periodo introdusse anche la decorazione a base di smalto nella ceramica persiana, intorno al 1200, e successivamente i pezzi di mina'i spesso combinavano sia la decorazione a base di smalto che quella a sovrastampa; il primo può anche essere descritto come inglaze. 
La maggior parte dei pezzi sono datati in modo impreciso come, ad esempio, "fine del XII o inizio del XIII secolo", ma le poche date iscritte iniziano nel 1170 e finiscono nel 1219. I pezzi dorati sono spesso datati intorno al 1200 o dopo. Si presume che lo stile e i soggetti nella pittura del mina'i siano stati tratti dalla pittura del manoscritto persiano contemporaneo e dalla pittura murale. È noto che esistevano, ma non sono sopravvissuti, manoscritti o murali illustrati del periodo precedente alla conquista mongola, lasciando il dipinto sulla ceramica come la migliore prova di quello stile.
La maggior parte dei pezzi sono ciotole, tazze e una vasta gamma di vasi versatori: brocche e vasetti sono tra i pezzi più numerosi. Ci sono alcuni pezzi considerati come ciotole per l'accattonaggio o associate a quella funzione. Le piastrelle sono rare e forse sono state progettate come centrotavola circondate da altri materiali, piuttosto che collocate in gruppi sulle pareti. Le piastrelle di Mina'i trovate in loco dagli archeologi di Konya, nella Turchia moderna, sono state probabilmente realizzate lì da artisti persiani itineranti. Pezzi mina'i sono stati scavati nella "maggior parte dei siti urbani in Iran e in Asia centrale" occupati durante il periodo sebbene la maggior parte degli scrittori ritenga che quasi tutta la produzione fosse a Kashan.
Uno degli esempi più famosi della tecnica del mina'i è la grande ciotola ora alla Freer Gallery di Washington. Questa immagine raffigura una battaglia tra gli emiri turchi nelle regioni nord-occidentali dell'Iran. La parte anteriore del piatto raffigura un assedio del castello e la parte posteriore la caccia. Questo piatto è uno dei più grandi esistenti. Incorpora iscrizioni utilizzate per identificare il protagonista della storia. I paesaggi e gli elementi architettonici utilizzati nella lastra d'assedio della Freer Gallery rendono l'arte unica. La storia generale del piatto rivela la vittoria per gli assedianti e la sconfitta per gli assediati.
Un vasaio, Abū Zayd ibn Muhammad ibn Abī Zayd (attivo circa 1186-1219, a Kashan) ha firmato 15 pezzi sopravvissuti, sia in mina'i che in lustro, più di ogni altro vasaio iraniano medievale.

## Periodo Safavide

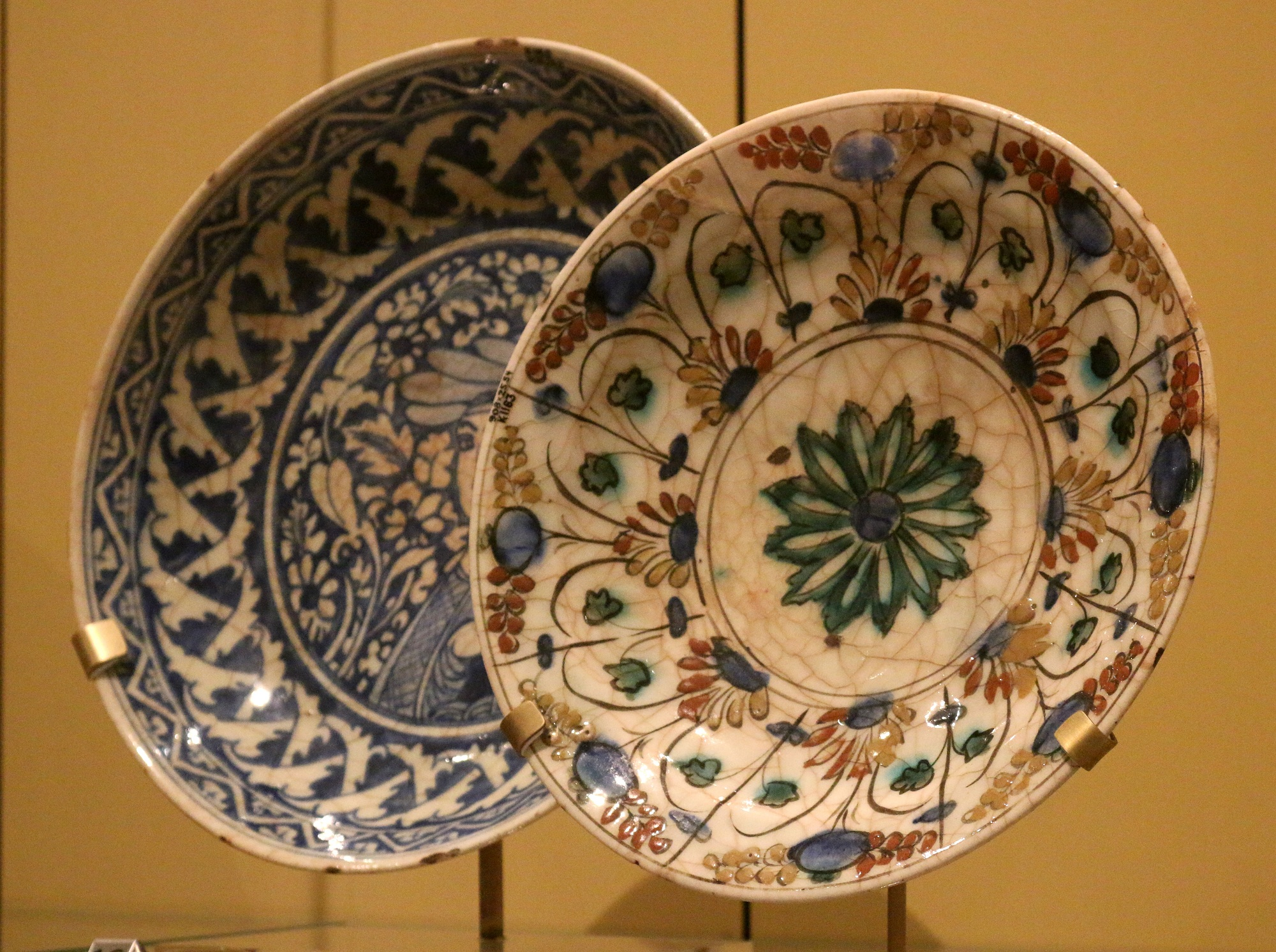
Ceramica persiana di Esfahan, XVII secolo.

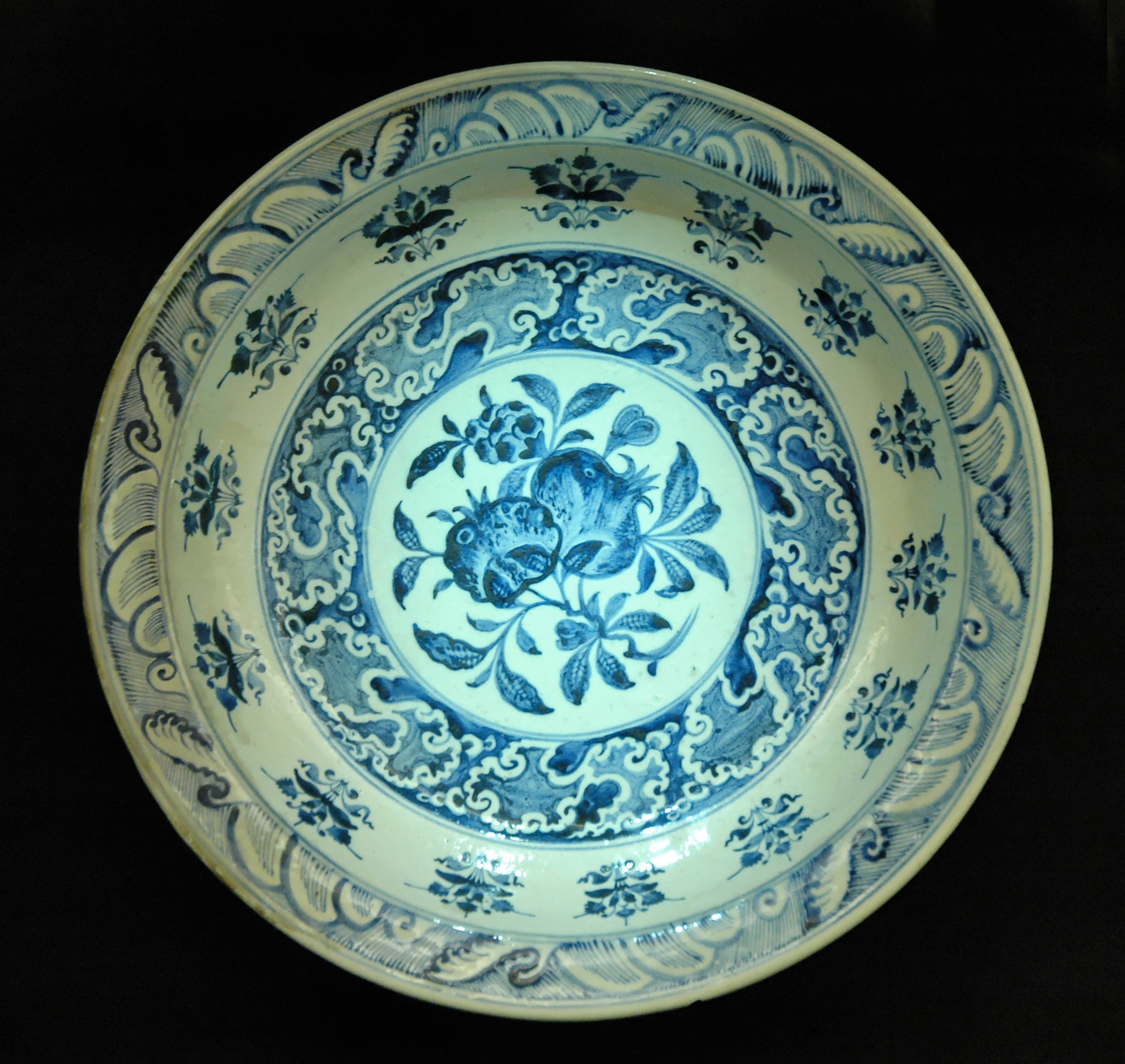
Piatto decorato con due melograni, v. 1500, Museo del Louvre

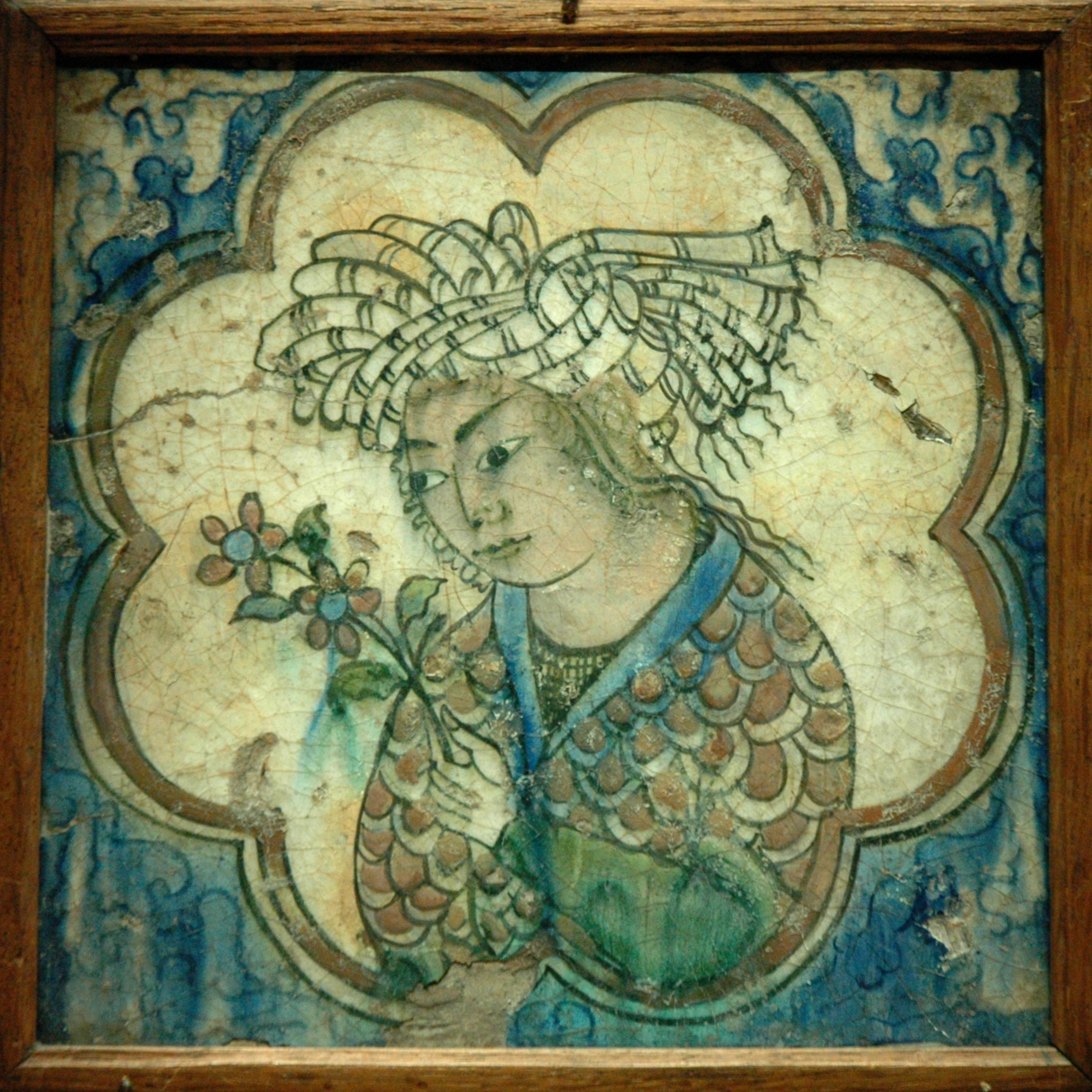
Piastrella con giovane. Terracotta, dipinta sotto smalto trasparente. Iran nord-occidentale, articoli di Kubachi, XVII secolo.

Lo studio e la datazione della ceramica sotto Shah Ismail e Shah Tahmasp è difficile perché ci sono pochi pezzi datati o che menzionano il luogo di produzione. La porcellana cinese era ambita dall'élite ed era molto apprezzata rispetto alle produzioni locali. Shah Abbas donò gran parte della collezione reale ai santuari di Ardabil e Mashhad, rinnovando una stanza ad Ardabil per esporre alcuni pezzi in nicchie. Molti luoghi di produzione di ceramiche sono state identificati, anche se non con certezza, in particolare: Nishapur, Kubachi, Kerman (pezzi monocromatici stampati) e Mashhad. Il lustro venne migliorato, utilizzando una tecnica diversa dalla produzione precedente, e in genere vennero realizzati piccoli pezzi con un disegno in un colore rame scuro su uno sfondo blu scuro. A differenza di altri articoli, questi usano forme e decorazioni tradizionali del Medio Oriente piuttosto che di ispirazione cinese.
In generale, i disegni tendono ad imitare quelli della porcellana cinese, con la produzione di pezzi blu e bianchi con forma e motivi cinesi, con motivi come nuvole e draghi. Il blu di Persia si distingue dal blu cinese per le sue sfumature più numerose e sottili. Spesso, le quartine dei poeti persiani, a volte legate alla destinazione del pezzo (allusione al vino per un calice, per esempio) si verificano in alcuni modelli. Un tipo completamente diverso di disegno, molto più raro, trasporta l'iconografia molto specifica dell'Islam (zodiaco islamico, scaglie di gemme, arabeschi) e sembra influenzato dal mondo ottomano, come dimostrano gli ornamenti di caprifoglio ampiamente usati in Turchia. Sono apparsi nuovi stili di figure, influenzati dall'arte del libro: giovani, eleganti coppieri, giovani donne con sagome curve o cipressi che intrecciano i loro rami, che ricordano i dipinti di Reza Abbasi. 
Furono prodotti numerosi tipi di pezzi: calici, piatti, bottiglie a collo lungo, sputacchiere e altro. Una forma comune sono le boccette con colli e corpi molto piccoli appiattiti da un lato e molto arrotondati dall'altro. Le forme prese in prestito dalla lavorazione dei metalli islamici con decorazioni in gran parte ispirate alla porcellana cinese sono molto caratteristiche. Con la chiusura del mercato cinese, nel 1659, quella persiana assurse a nuove e più elevate vette, per soddisfare le esigenze europee. La comparsa di falsi segni delle officine cinesi sul retro di alcune ceramiche segnò il gusto che si era sviluppato in Europa per la porcellana dell'estremo oriente, soddisfatto in gran parte dalla produzione Safavide. Questa nuova destinazione portò a un più ampio uso dell'iconografia cinese ed esotica (elefanti) e all'introduzione di nuove forme, a volte sorprendenti (narghilè, piatti ottagonali, oggetti a forma di animale). 
Gli articoli Gombroon erano un tipo delicato di oggetti traforati del XVIII secolo, simile a un vetro, spesso con iscrizioni.

## Contemporanea
Una delle aree principali in Iran che ha un modo molto speciale di produrre ceramiche è Kalpuregan. Il villaggio di Kalpuregan si trova nel sud-est dell'Iran. L'unica caratteristica che distingue Kalpuregan da altre aree è la sua ceramica indigena, creazione della civiltà di donne artiste Baluchi. Secondo uno degli anziani del villaggio, le pratiche di produzione risalenti a circa 4-6.000 anni addietro rimangono ancora intatte. L'unico laboratorio ancora attivo e persistente nel continuare a lavorare con il metodo primitivo è il laboratorio di ceramica di Kalpuregan. 
Nel corso della storia l'arte della ceramica a Kalpuregan è appartenuta alle donne poiché gli uomini avevano il compito della caccia o dell'agricoltura. Secondo prove storiche, le donne indigene sono creatrici d'arte in ceramica. In questa terra, i compiti delicati sono svolti da donne e gli uomini hanno solo quello di preparare l'argilla. 
Un'altra cosa che distingue le ceramiche della regione dalle altre parti del paese è che le donne di Kalpuregan non usano il tornio per fabbricare le ceramiche. È sorprendente che un lavoro così eccezionale sia possibile solo con metodi tradizionali e non innovativi e con l'aiuto delle amorevoli mani screpolate delle donne rurali. Le ceramiste di quest'area imparano l'arte dalle loro madri o da altre donne del clan. 
I dipinti su ceramica sono simboli astratti che sono stati tramandati di generazione in generazione e indicano le credenze dell'artista e i desideri spirituali di ciò che la circonda. Spesso i dipinti simbolici sono simili alle prime ceramiche preistoriche. Le donne artigiane indigene di quest'area credono di dover usare motivi geometrici semplici e astratti per dipingere pezzi di ceramica esattamente come i loro antenati.

## Collezioni
Ci sono grandi collezioni di ceramiche persiane al British Museum, all'Ermitage, al Royal Ontario Museum e altrove. Nel 2013, il Royal Ontario Museum, in collaborazione con la casa editrice Brill nei Paesi Bassi, ha pubblicato un libro speciale su questa arte intitolato "Persian Pottery in the First Global Age".